# Remix (Linux)
Remix av en linuxdistribution har på senare tid blivit populärt att göra istället för att forka linuxdistributionen. Det man gör då är att man tar ursprungsdistributionen och gör små ändringar, oftast inställningar och vilka program som följer med vid installation, döper om sin remix men använder sig av i övrigt samma system för uppdateringar etc. Fördelar med metoden att göra en egen remix gentemot att helt slätt göra en fork är att en installerad remix stöds så länge huvuddistributionen stöds och utvecklas och följer med den - även om utvecklingen för remixen i sig skulle läggas ner.
Vanligt när det gäller remixer är att det kan vara en särskild version av en distribution för en viss dator med inställningar och drivrutiner för den datorn. En annan typ av remix är de remixer där det är nya repositoriarer. En tredje typ av Remix innehåller kanske bara en andra förinstallerade standardapplikationer såsom webbläsare och kontorsvit.
Exempel på populära Linuxremixer:
- Linux mint Remix på Ubuntu
- Ubuntu Muslim edition
- Ubuntu Xmas edition
- Omega 10 Desktop Remix på Fedora
- eee ubuntu
- Ubuntu CE Ubuntu Christian Edition